# Station Krzywina
Station Krzywina is een spoorwegstation in de Poolse plaats Krzywina.